# 烏克蘭經濟
乌克兰是位于东欧的新兴中低收入混合经济体。乌克兰经济在2000年开始快速增长，直到2008年全球范围的经济大衰退波及乌克兰。2010年乌克兰经济开始复苏，并持续到2013年。2014年至2015年，乌克兰经济遭遇严重下滑；2015年，乌克兰的国内生产总值仅略高于2013年的一半。2016年，经济再次开始增长。到2018年，乌克兰经济快速增长，达到2008年规模的近80%。
1990年，乌克兰经济萧条，出现了恶性通货膨胀，其经济产出下降到不到之前乌克兰苏维埃社会主义共和国GDP的一半。2000年，GDP首次出现增长，并持续了8年，最终因2008年的全球金融危机而停止。2010年第一季度，乌克兰经济开始复苏并实现了GDP正增长。在 2010 年代初期，乌克兰被认为拥有“欧洲主要经济体”的许多组成部分：肥沃的农田、发达的工业基地、训练有素的劳动力和良好的教育体系。
2013年10月，乌克兰经济陷入衰退。当年夏天，由于俄罗斯实行更严格的边境和海关管制，乌克兰对俄罗斯的出口大幅下降。2014年初俄罗斯吞并克里米亚，以及2014年春天顿巴斯战争的爆发严重破坏了乌克兰的经济，并严重破坏了乌克兰两个工业化程度最高的地区。2013 年，乌克兰的GDP增长为零。2014年，乌克兰经济萎缩了6.8%，2015年GDP持续下滑12%。2017年4月，世界银行表示，2016年乌克兰经济增长率为2.3%，结束了经济衰退。尽管有所改善，但乌克兰仍是欧洲最贫穷的国家，一些记者认为这是由于其高度腐败。
2020年4月，世界银行报告称，在农业丰收和依赖国内消费的行业的带动下，2019年乌克兰经济增长稳固，达到3.2%。在可观的汇款流入和消费贷款恢复的支持下，家庭消费在2019年增长了11.9%，而国内贸易和农业分别增长了3.4%和1.3%。 2020年，由于COVID-19疫情，GDP下降了4.4%。根据国际货币基金组织的数据，由于2022年俄罗斯入侵乌克兰，该国经济可能萎缩高达35%。

## 历史
在1991年苏联解体、乌克兰重新独立后的最初几年，乌克兰因早期转型的混乱而遭受了异常严重的打击，经历了恶性通货膨胀和异常巨大的生产下降。1990年到1994年，官方国内生产总值几乎下降了一半，1996年进行货币改革，由格里夫纳取代通货膨胀而贬值的卡博瓦内特币。缓慢下降的趋势持续了整个十年，直至2000年代初才开始进入稳定恢复时期。
2000年是乌克兰独立以来经济增长的第一年。由于私有化改造和经济转型，资本流入激增，受益于原本非常低的劳动力成本、略低的关税以及主要出口商品的高价格，乌克兰经济保持高速增长，2000年到2007年，乌克兰的实际平均增长率为7.4%。在2008年全球金融危机冲击下，乌克兰经济再次陷入低迷。2010年起，乌克兰经济开始复苏并持续回升，又因乌克兰亲欧盟示威运动、克里米亚危机、頓巴斯戰爭造成重创，2014年到2015年经历了累计16%的经济萎缩。局势稳定后，乌克兰经济转入温和复苏，2019冠状病毒病疫情及俄罗斯入侵乌克兰导致经济再度衰退。2023年，得益于乌克兰成功的改革和优化经济的措施，使国家预算增长，乌克兰在该年的GDP指标增长了5.6%。

## 经济结构

### 农业
农业是乌克兰经济的重要组成部分，农业用地约占国土总面积超过七成。乌克兰以肥沃的黑土闻名，是世界上最大的农业生产国和出口国之一，被称为“欧洲粮仓”。2019年，乌克兰是全球第一大葵花籽油出口国、第二大油菜籽出口国、第四大玉米、大麦和黑麦出口国、第五大小麦出口国和第六大大豆出口国。乌克兰是世界上最大的蜂蜜生产国之一。烏克蘭國旗的下半部黃色即代表麥田，象徵該國悠久的農業歷史。

### 矿产业
乌克兰是世界上最重要的矿产生产国之一。乌克兰是世界第七大铁矿石生产国和第五大铁矿石出口国，也是全球主要铝出口国。有近8000个独立的矿床，蕴藏着约90种不同的矿物，其中约20种具有重要的经济意义。大约一半的已知矿藏正在开采。乌克兰的煤炭储量达471亿吨。国内每年对煤燃料的需求约为1亿吨，其中85%可由国内生产满足。乌克兰的石油和天然气田分别满足了该国10%的石油和20%的天然气消费。乌克兰拥有39.6万亿立方英尺的天然气储量，但国内产量只能满足该国约20%的需求。

### 工业
乌克兰工业基础雄厚，航空航天、军工、造船、通信等部门都拥有技术优势。

#### 航空航天工业
乌克兰是全球少数拥有完整航空航天硬件工程和生产周期的国家之一。除了客机和运输机的设计和生产外，乌克兰还拥有飞机维修企业网络，包括参与回收军用飞机和直升机的公司。主要公司包括安東諾夫國營公司和馬達西奇。乌克兰的航空航天工程工业创造了货机世界纪录AN-225“Mriya”和AN-124“Ruslan”。

#### 军工产业
乌克兰继承了前苏联军事工业基地的产业基础。主要集中在机器制造业、燃料动力业及高技术部门，生产火箭装置、宇航装置、军用舰船、飞机和导弹等军工产品。主要公司包括马雷舍夫工厂和黑海造船廠，乌克兰也是世界十大武器出口国之一。

#### 汽车工业
乌克兰的汽车工业同样是在苏联时期建立的。汽车工业是乌克兰发展最快的行业之一。乌克兰国内生产的车型主要为卡车、公共汽车、无轨电车等。主要的汽车制造商有ZAZ、博格丹集团、KrAZ等。

#### 信息技术产业
乌克兰是世界第五大IT服务出口国，也是中东欧最大的软件开发编程和IT外包服务市场，拥有超过17万软件开发人员。自2000年以来，乌克兰一直保持全球IT外包服务市场上发包方的领先地位。

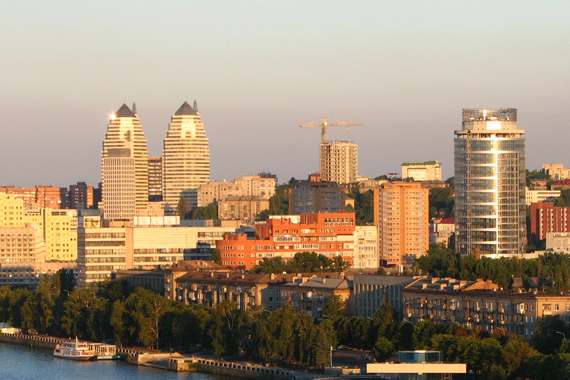
首都金融區
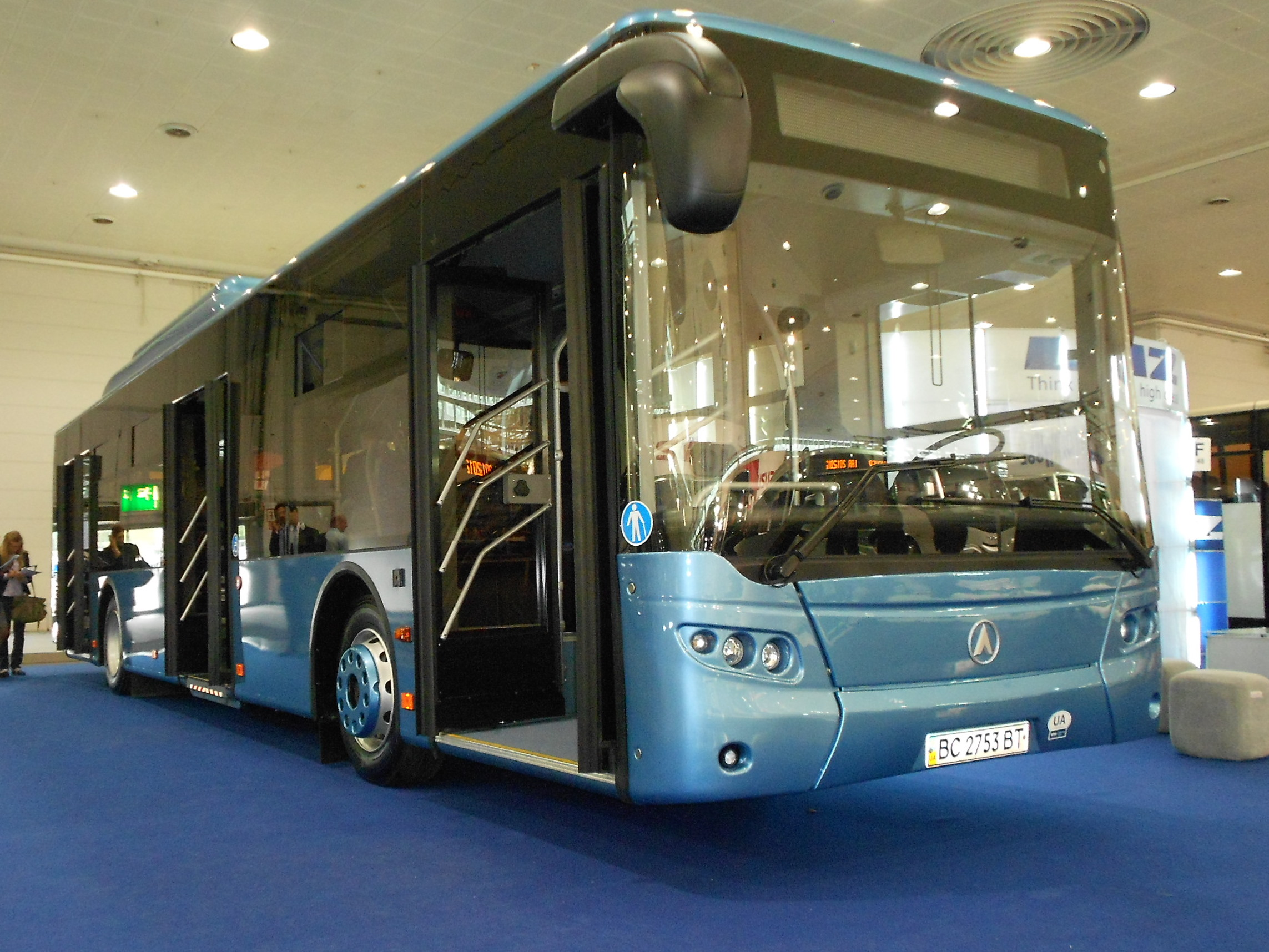
LAZ生產的環保巴士
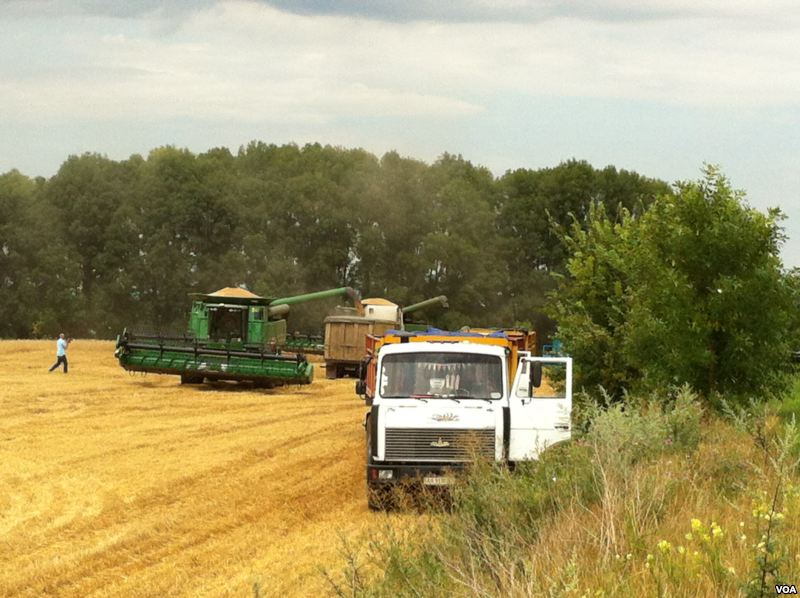
農業區
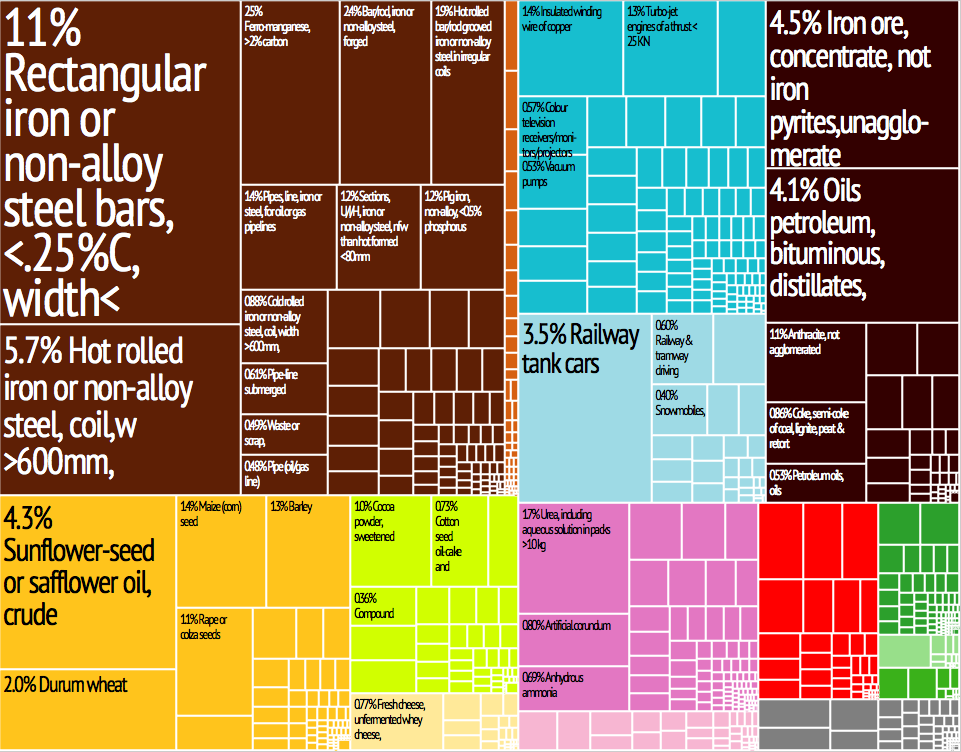
出口品
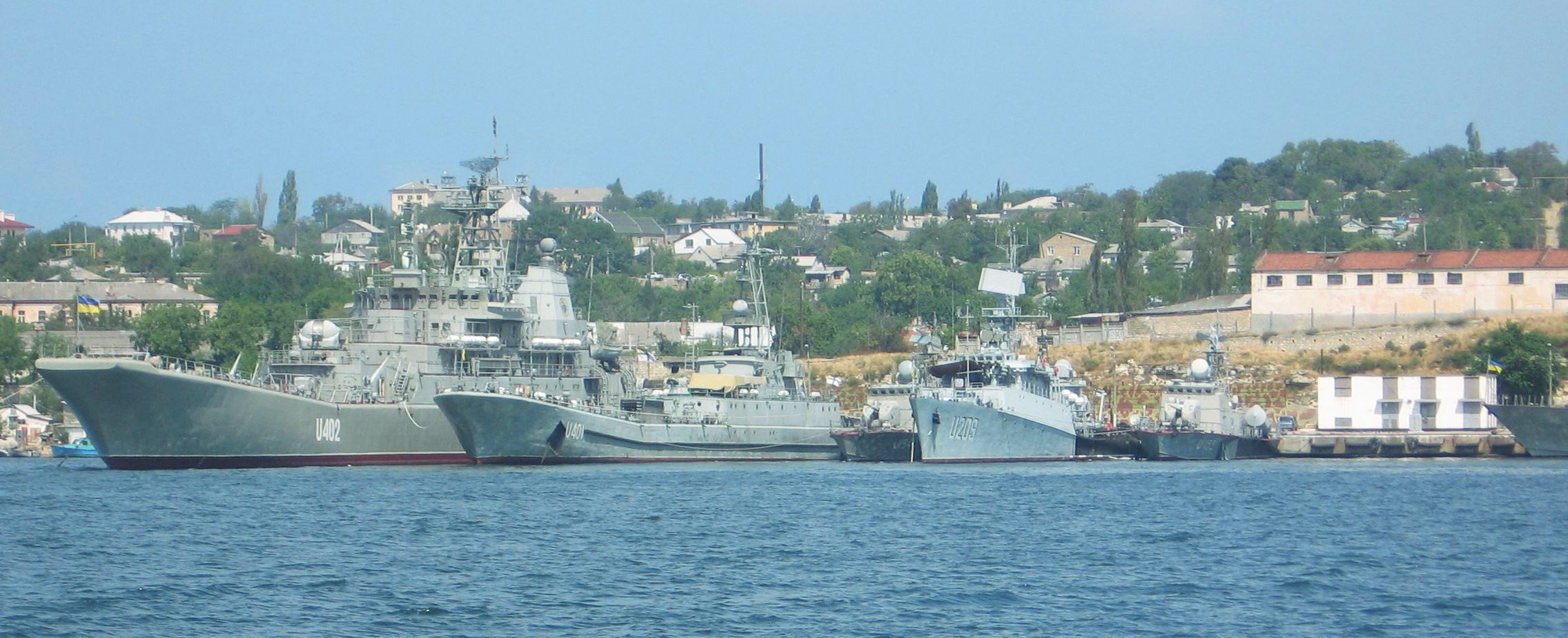
烏克蘭軍艦產業
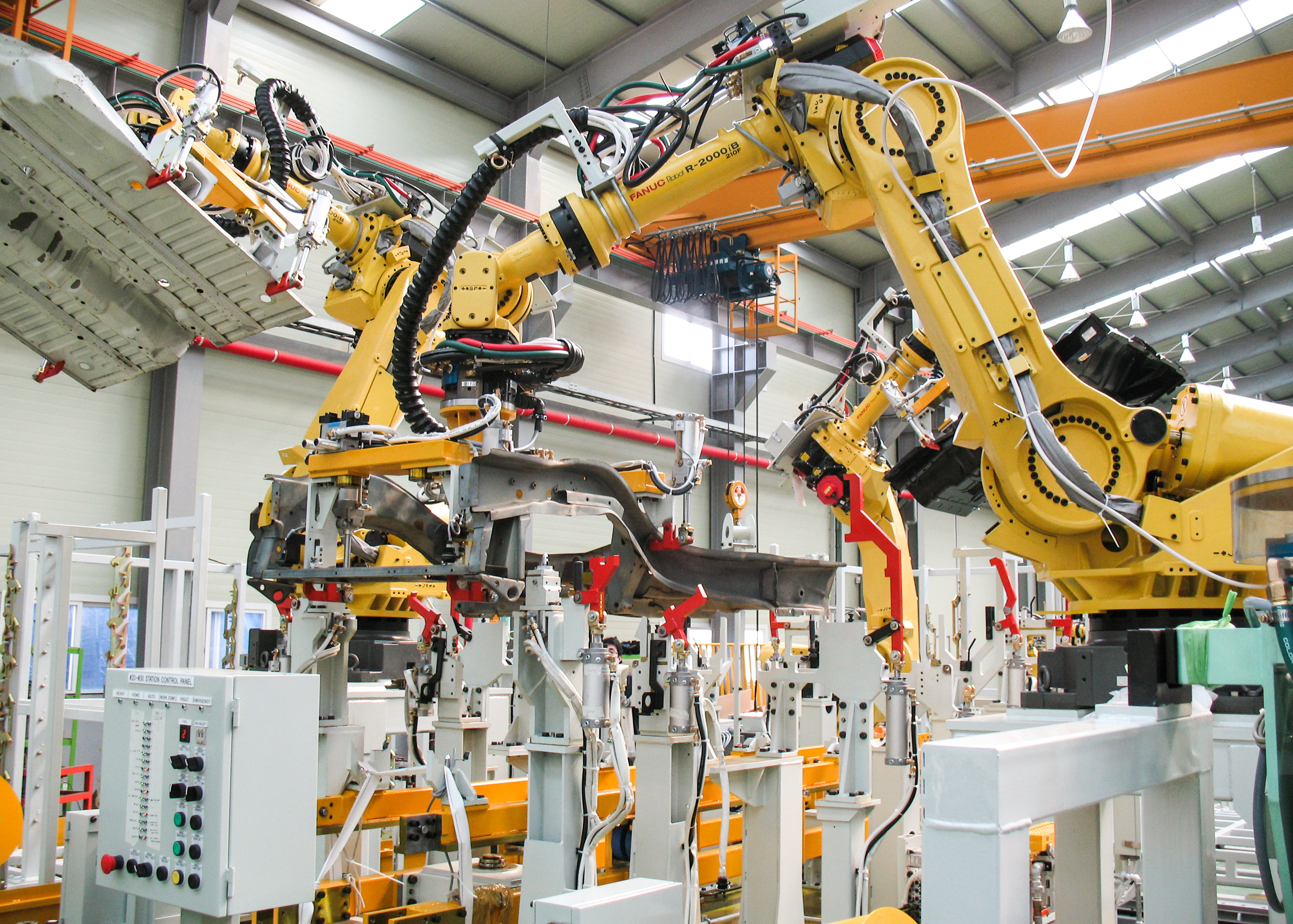
ZAZ公司的自動化工廠